# Pipe Peak
Pipe Peak är en bergstopp i Antarktis. Den ligger i Västantarktis. Chile gör anspråk på området. Toppen på Pipe Peak är 1 720 meter över havet.
Terrängen runt Pipe Peak är kuperad åt sydväst, men åt nordost är den platt. Trakten är obefolkad. Det finns inga samhällen i närheten. 